# Frog Records
Frog Records is een Brits platenlabel, dat zich richt op het opnieuw uitbrengen van oude jazz- en blues-opnames. Het werd opgericht door David French  en is inmiddels met meer dan zeventig cd's gekomen. De opnames zijn geremasterd door John R.T. Davies en Nick Dellow. Het label geeft sinds enkele jaren tevens jaarlijks een boek uit over jazz- en blues-muzikanten en hun muziek uit het tijdperk van de 78 toerenplaat, 'The Frog Blues & Jazz Annual'. Het label wordt sinds het overlijden van French in 2004 geleid door Paul Swinton en is gevestigd in Hampshire.
Artiesten die op het label opnieuw werden uitgebracht zijn onder meer King Oliver, alle opnames van zangeres Bessie Smith, Johnny Dodds,  Bennie Moten, Clarence Williams en McKinney's Cotton Pickers.